# Baldomero (nombre)
Baldomero es un nombre propio masculino español con variantes en numerosas lenguas europeas, sobre todo en su forma eslava Vladímir. Su significado podría provenir del germano Baldomar, de bald (audaz) y mêrs (ilustre, brillante), por lo que su significado es "famoso por su audacia". Max Vasmer pone su origen en el eslavo Vladiměr владь vladĭ "reinar" y *mēri "grande". Una tradición popular rusa posterior cambió la ortografía del nombre original Volodímir (Володимѣръ) cambiando la terminación -мѣръ por -миръ (paz) o -міръ (mundo), dando así al nombre el significado de "el que ostenta la paz" o "el que gobierna el mundo".
El nombre es popular en los países eslavos, debido en gran medida a Volodimer Sviatoslavich, (Володимѣръ Свѧтославичь), Vladímir el Grande (958-1015), santo y padre fundador del cristianismo ruso. La forma rusa antigua es Володимѣръ (Volodiměr), proveniente del eslavónico antiguo Vladiměr. En ruso moderno el nombre es Владимиръ o Владиміръ y tras la reforma ortográfica de 1918, Владимир. Este monarca fue el fundador de la ciudad del mismo nombre.
Uno de los primeros registros del nombre corresponde a Vladimir de Bulgaria (muerto hacia 893). En Europa Occidental se difundió probablemente desde el alemán Waldemar o Woldemar, tal vez a partir de Valdemar I de Dinamarca (1131 – 1182), quien recibió su nombre por su abuelo materno Ucraniano, Vladímir II Monómaco.

## Santoral
27 de febrero: San Baldomero, subdiácono en Lyon († 660).
La festividad de San Vladimiro el Grande se celebra el 15/28 de julio (dependiendo si se utiliza el calendario juliano o el gregoriano), se celebra tanto en la Iglesia Católica como en la Iglesia Ortodoxa.
El 22 de mayo se celebra la festividad de Jovan Vladimir (Vladimiro Juan Bautista), mártir montenegrino.
La festividad del Beato Vladímir Ghika se celebra el 16 de mayo.

## Variantes
- Femenino: Baldomera.

### Variantes en otros idiomas
| Variantes en otras lenguas | Variantes en otras lenguas                    |
| -------------------------- | --------------------------------------------- |
| Español                    | Baldomero, Vladimiro                          |
| Alemán                     | Baldomerus, Waldemar o Valdemar               |
| Catalán                    | Baldomer                                      |
| Checo                      | Baldomer, Vladimír                            |
| Euskera                    | Baldomer                                      |
| Francés                    | Galmier                                       |
| Gallego                    | Baldomero                                     |
| Húngaro                    | Baldemár                                      |
| Inglés                     | Baldomerus                                    |
| Italiano                   | Baldomero                                     |
| Latín                      | Baldomerus                                    |
| Polaco                     | Baldomer, Włodzimir, Włodzimierz              |
| Portugués                  | Baldomero                                     |
| Ruso                       | Vladímir (Владимир)                           |
| Ucraniano                  | Volodímir (Володимир)                         |
| Bielorruso                 | Uladzimir (Уладзімір), Uladzimier (Уладзімер) |
| Griego moderno             | Vladimiros (Βλαδίμηρος)                       |
| Letón                      | Voldemārs                                     |
| Finlandés y Estonio        | Voldemar                                      |

En ruso el nombre Vladímir se abrevia con numerosos diminutivos y formas afectuosas: Volodya, Volodka, Volodyen'ka, Vova, Vovka, Vovochka, Vovchik, Vovan, etc. En otras lenguas eslavas se usan las formas Vlade, Vlado, Vlada, Vladica, Vladko, Vlatko, Vlajko, Vladan, Vladik, Wladik, Wladek, Wlodik y Wlodek. Algunas formas femeninas frecuentes del nombre son Vladimira y Volodimira.

## Personajes célebres

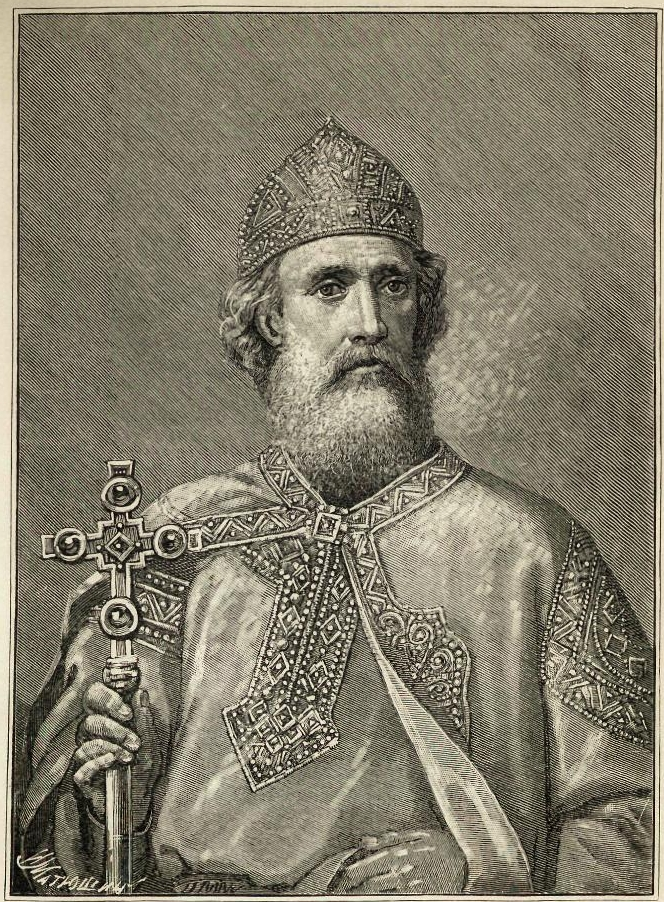
Vladimiro el Grande.

- Baldomero Aguinaldo, líder independentista filipino, primo de Emilio Aguinaldo.
- Baldomero Álvarez de Olivera
- Baldomero Argente
- Baldomero Bonet y Bonet, químico español.
- Baldomero de Biedma
- Baldomero Espartero, militar y político español.
- Baldomero Falcones
- Baldomero Fernández Ladreda, sindicalista, político y guerrillero español.
- Baldomero Fernández Moreno, poeta argentino.
- Baldomero Frías Collao
- Baldomero Gabriel y Galán
- Baldomero Galofré
- Baldomero García
- Baldomero Gili
- Baldomero Hernández Muro
- Baldomero Íñigo Leal
- Baldomero Lamela
- Baldomero Lillo, escritor chileno.
- Baldomero Perlaza
- Baldomero Romero Ressendi
- Baldomero Sánchez-Cuenca y Mudarra
- Baldomero Sanín Cano, literato y escritor colombiano.
- Baldomero Vega de Seoane

### Baldomera
- Baldomera Larra

### Vladímir o Vladimiro
- Vladimiro I de Kiev (958-1015) príncipe de Novgorod, Gran Príncipe de Kiev, y soberano del Rus de Kiev
- Gran duque Vladímir Aleksándrovich de Rusia (1847-1909)
- Vladimiro Kirílovich de Rusia (1917-1992)
- Jovan Vladimir (990-1016) Rey de Doclea
- Vladimir de Bulgaria (r.889-893) Rey de Bulgaria
- Vladímir II Monómaco (1053-1125) Gran Príncipe de Kiev
- Vladímir el Valiente (1353-1410), Príncipe de Sérpujov
- Vladímir Bogoyavlenski (1848-1918), Metropolitano de San Petersburgo, asesinado por los bolcheviques, Hieromártir de la Iglesia Ortodoxa
- Volodímir Sabodan (1935-2014), cabeza de la Iglesia ortodoxa ucraniana.
- Vladímir Kokóvtsov (1853-1943) primer ministro de Rusia de 1911 a 1914
- Vladímir Lenin (1870-1924) revolucionario comunista ruso, creador del Marxismo-Leninismo, Premier de la Unión Soviética y principal comandante de la Revolución de Octubre
- Vladímir Putin (1952) anterior primer ministro de Rusia y actual presidente
- Vladímir Vasíliev (1949), político ruso presidente de la República de Daguestán
- Vladímir Antónov-Ovséyenko (1883-1938) Bolchevique ucraniano, uno de los principales comandantes de la revolución.
- Vladímir Bóldyrev (1949), Comandante en Jefe de las Fuerzas Terrestres de Rusia
- Vladímir Chirkin (1955), Comandante en Jefe de las Fuerzas Terrestres de Rusia
- Vladímir Shamánov, (1957) Teniente General ruso
- Vladímir Komarov (1927-1967), piloto de pruebas, ingeniero, y cosmonauta soviético, comandante del Vosjod 1, y primera víctima mortal en un vuelo espacial.
- Vladimir Ashkenazi (1937), pianista y director de orquesta de fama mundial
- Vladimir Horowitz (1903-1989), pianista y compositor ruso-americano
- Vladimir Rosing (1890-1963), tenor y director escénico
- Vladímir Vysotski (1938-1980), cantautor, actor y poeta soviético
- Vladímir Dmítrievich Nabókov (1870-1922), político y abogado ruso
- Vladímir Anatólievich Yákovlev (1944), político ruso, gobernador de San Petersburgo
- Vladímir Mayakovski (1893-1930), poeta, dramaturgo y actor soviético
- Vladímir Nabókov (1899-1977), novelista y poeta ruso-americano
- Vladímir Komarov (1869-1945), botánico ruso
- Volodímir Zelenski (1978), actor y presidente de Ucrania
- Vladimir Acosta, filósofo, periodista y político venezolano.
- Vladimir Gessen, psicólogo, político y empresario venezolano.
- Vladimir Lozano, cantante venezolano.
- Vladimir Padrino López, militar venezolano.
- Vladimir Ramírez, hermano de Ilich Ramírez terrorista venezolano.
- Vladímir Villegas Poljack, periodista y político venezolano.
- Vladimiro Acosta, arquitecto argentino de origen ucraniano.
- Vladimiro Guadagno, activista, expolítica, actriz y personaje televisivo italiana.
- Vladimiro Montesinos, asesor presidencial entre 1990 y el año 2000, a saber, durante el gobierno de Alberto Fujimori.
- Vladimiro Roca, economista y político socialdemócrata cubano, opositor al régimen de Fidel y Raúl Castro.

## Valdemar
- Valdemar I de Dinamarca (1131–1182), bajo su reinado prosperó el reino de Dinamarca.
- Valdemar de Brandeburgo-Stendal (1280-1319)
- Waldemar Pawlak (1953), primer ministro de Polonia
- Waldemar Lindgren (1860-1939), geólogo sueco-americano
- Woldemar Kernig (1840-1917), neurólogo ruso-alemán, investigador de la meningitis
- Woldemar von Löwendal (1700–1755), militar y estadista alemán
- Woldemar Hägglund (1893-1963), teniente general finlandés
- Waldemar Haffkine (1860-1930), bacteriólogo ucraniano, desarrollador de las primeras vacunas contra el cólera y la peste bubónica
- Waldemar Pabst (1880-1970), soldado y activista alemán de extrema derecha